# Kvadar
Kvadar (pravokutni paralelepiped) je uspravni paralelepiped kojemu su baze pravokutnici.
Kvadar kojemu su svi bridovi sukladni nazivamo kocka.

## Uspravni kvadar
Sve su prostorne dijagonale uspravnoga kvadra jednake duljine. 
Označimo li duljine bridova uspravnoga kvadra s {\displaystyle a,b,} i {\displaystyle c}, a dijagonalu s {\displaystyle d}, za nj vrijede sljedeće formule:
- Dijagonala:

{\displaystyle d^{2}=a^{2}+b^{2}+c^{2};}
- Oplošje:

{\displaystyle O=2(ab+bc+ac);}
- Obujam:

{\displaystyle V=abc.}